# Гуарантан (Сан-Паулу)
Гуарантан (порт. Guarantã)  —  муниципалитет в Бразилии, входит в штат Сан-Паулу. Составная часть мезорегиона Бауру. Входит в экономико-статистический  микрорегион Бауру. Население составляет 6903 человека на 2006 год. Занимает площадь 461,795 км². Плотность населения — 14,9 чел./км².

## Статистика
- Валовой внутренний продукт на 2003 составляет 109.725.695,00 реалов (данные: Бразильский институт географии и статистики).
- Валовой внутренний продукт на душу населения на 2003 составляет 16.532,42 реалов (данные: Бразильский институт географии и статистики).
- Индекс развития человеческого потенциала на 2000 составляет 0,727 (данные: Программа развития ООН).